# Kantongerecht

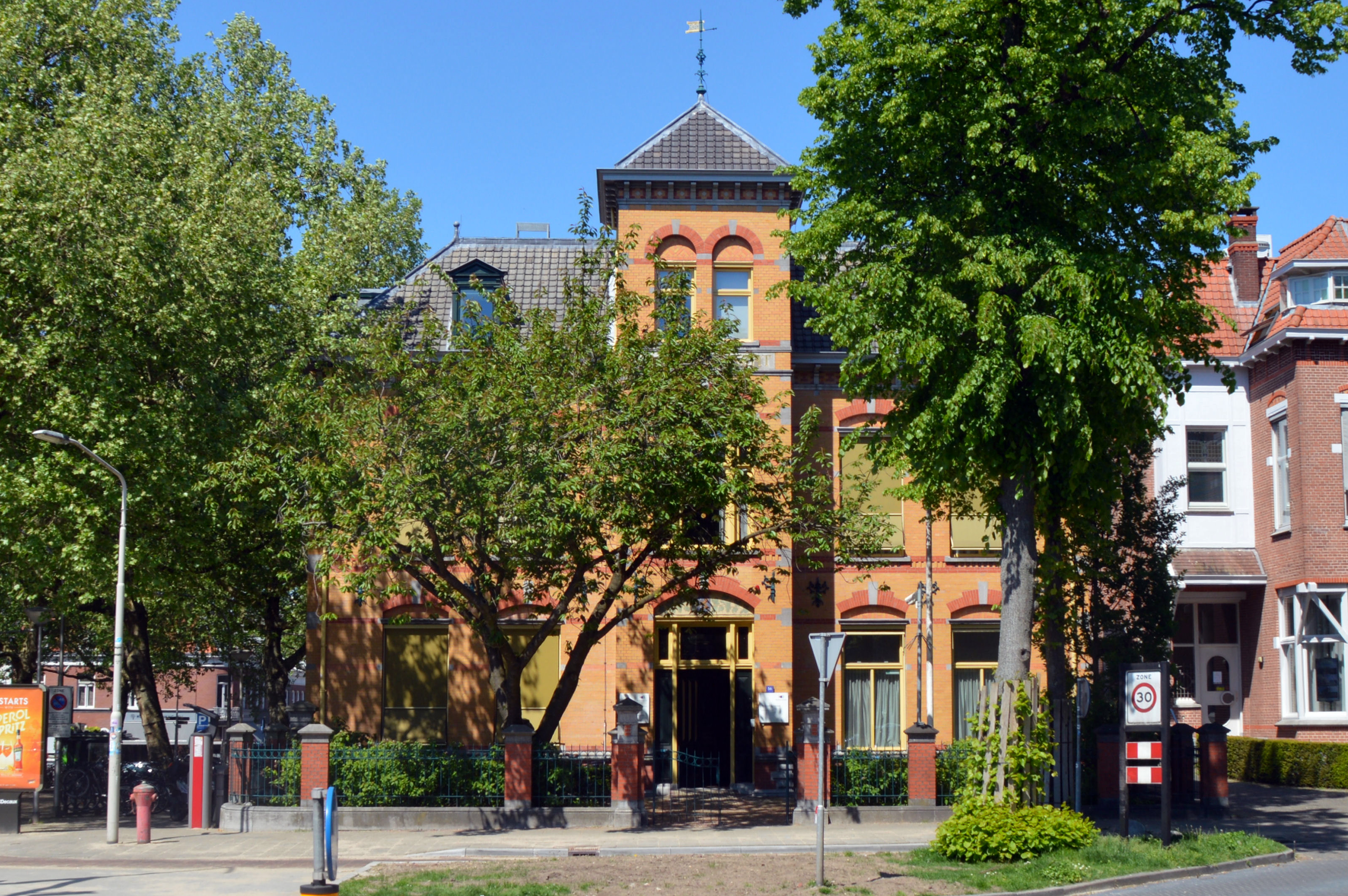
Kantongerecht Nijmegen

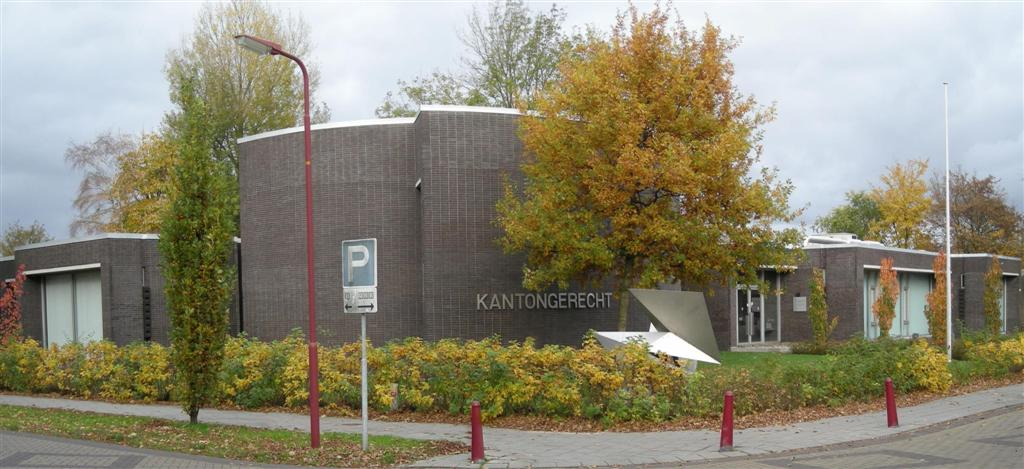
Sector kanton in Heerenveen

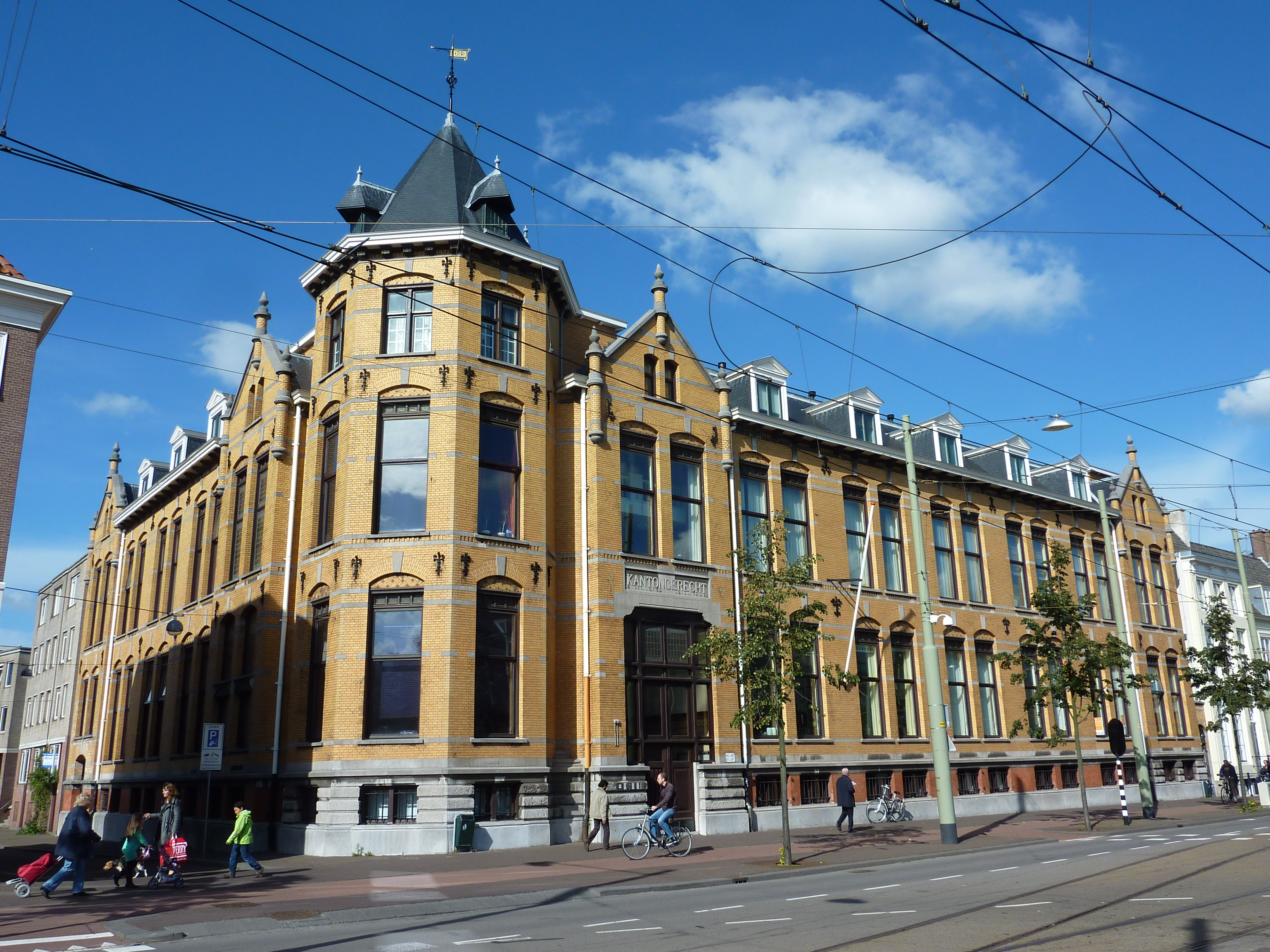
Kantongerecht in Den Haag, Prinsegracht hoek Lombardstraat (nu appartementengebouw)

Het kantongerecht was in Nederland het onderste niveau in de rechtspraak. De gerechtelijke arrondissementen waren daartoe verdeeld in kantons. De kantongerechten werden in 2002 als zelfstandig gerecht opgeheven en als sector kanton geïntegreerd in de rechtbank. De (bijna altijd alleensprekende) rechter bleef wel de titel kantonrechter houden. Door deze wijziging gaat men sindsdien tegen vonnissen van de kantonrechter in hoger beroep bij het gerechtshof, voorheen moest het hoger beroep tegen vonnissen van de kantonrechter worden ingesteld bij de arrondissementsrechtbank.
Na de invoering van een nieuwe gerechtelijke indeling van Nederland in 2013 zijn rechtbanken niet meer verplicht om een aparte sector kanton aan te houden. Bij deze reorganisatie is ook het merendeel van de oude kantongerechten als nevenlocatie van de rechtbank gesloten. De kantonrechter als lokale rechter die bekend was met de plaatselijke omstandigheden en die eenvoudig te benaderen was, is daarmee geschiedenis geworden.